# Équipe de Madagascar féminine de volley-ball
L'équipe de Madagascar féminine de volley-ball est l'équipe nationale qui représente Madagascar dans les compétitions internationales de volley-ball féminin. 
Les Malgaches ont participé à deux phases finales de Championnat d'Afrique ; elles terminent troisièmes en 1989 et septièmes en 1991.